# Angiolo Bonistalli
Angiolo Bonistalli, noto anche con il nome Angelo (San Miniato, 8 febbraio 1918 – Firenze, 3 settembre 1986), è stato un calciatore italiano, di ruolo attaccante.
Era soprannominato Chilometro per la sua altezza.

## Caratteristiche tecniche
Centravanti alto e forte fisicamente, era particolarmente abile nel gioco aereo ma si faceva valere anche come attaccante votato al gioco di manovra.

## Carriera
Cresciuto nel Montelupo Fiorentino, esordisce in Serie A nella stagione 1938-1939 tra le file della Lucchese nel pareggio esterno per 2-2 il 18 dicembre 1938 con il Bologna. Con rossoneri toscani al termine della stagione retrocede in cadetteria, dopo 17 presenze e 5 reti.
Nella stagione 1939-1940 si trasferisce in prestito militare all'Arezzo, in Serie C, ottenendo il quarto posto del Girone F e il secondo posto nella classifica marcatori dietro Giuseppe Ostromann del Borzacchini Terni. L'anno successivo torna alla Lucchese, in Serie B, dove chiude la stagione al decimo posto.
Nel 1941 torna a giocare in Serie A, con il Liguria, club con cui esordisce il 14 dicembre nel pareggio esterno per 2-2 con il Bologna. Con i liguri retrocede in cadetteria al termine della Serie A 1942-1943.
A causa dell'occupazione Alleata del meridione il normale svolgimento del campionato di calcio italiano viene stravolto; al suo posto viene istituito nel nord Italia il Campionato Alta Italia 1944 che vede scontrarsi società che militavano in serie diverse e Bonistalli con il Liguria si trova disputare il Campionato della Zona Piemonte-Liguria, chiuso al quarto posto. Nel 1944 disputa con il Novara la Coppa Meneghetti Marucco.
Nel 1945 era nella rosa della Liguria che partecipò alla Coppa Città di Genova che nei primi mesi di quell'anno sostituì il normale campionato a causa degli eventi bellici che sconvolgevano l'Europa in quel periodo. La competizione fu vinta dal Genoa che sorpassò all'ultima giornata i liguriani.
Nel 1945 è ingaggiato dal Como, con cui ottiene il quinto posto del Girone B della Serie B-C Alta Italia 1945-1946. Nel 1946 torna giocare in Serie A, al Genoa, club con cui esordisce il 6 ottobre nel pareggio casalingo a reti bianche contro l'Inter. In rossoblu ottiene il decimo posto finale in coabitazione con altre tre squadre.
Nel 1947, rientrato al Como, viene ceduto al Piacenza, in cadetteria. In biancorosso ottiene il nono posto del Girone B della Serie B 1947-1948, piazzamento che comporterà la retrocessione in terza serie. Nelle tre stagioni giocate in Serie C con gli emiliani il massimo risultato ottenuto è il sesto posto del Girone B della Serie C 1949-1950. Bonistalli è l'ottavo marcatore di sempre del Piacenza con 52 reti totali.
Nel 1951, svincolatosi dal Piacenza, si trasferisce alla Rivergarese, formazione dilettantistica della provincia di Piacenza con cui conclude la carriera agonistica nel 1954 ricoprendo il doppio ruolo di allenatore e giocatore nella stagione 1952-1953.

## Dopo il ritiro
Già a partire dagli ultimi anni della carriera calcistica si impiega come cancelliere, prima a Genova, poi alla Pretura di Rivergaro e infine alla Corte d'Appello di Firenze, fino al 1973. In quello stesso anno diventa primo segretario della neonata Associazione Italiana Allenatori Calcio.
Dopo la sua scomparsa, il comune di Rivergaro gli ha intitolato una via.